# Revista Chilena de Entomología
La Revista Chilena de Entomología es una publicación científica revisada por pares que abarca los diferentes aspectos de la entomología. Es publicada desde 1951 por la Sociedad Chilena de Entomología y su editor jefe es José Mondaca (Servicio Agrícola y Ganadero).

## Historia
Entre los años 1951 y 1981 fueron publicados 11 volúmenes, financiados principalmente por la Universidad de Chile. En 1981, al fallecer el doctor Charles Paul Alexander, deja a la Sociedad Chilena de Entomología parte de su legado como donación para financiar las posteriores ediciones. Desde 1985 la revista tiene una aparición regular.

## Abstracts e indexación
La revista se encuentra resumida e indexada en Biological Abstracts, BIOSIS Previews, CAB Abstracts, y The Zoological Record.